# Cratere Hortensius
Hortensius è un cratere lunare di 14,16 km situato nella parte nord-occidentale della faccia visibile della Luna.
Il cratere è dedicato all'astronomo olandese Martin van den Hove.

## Crateri correlati

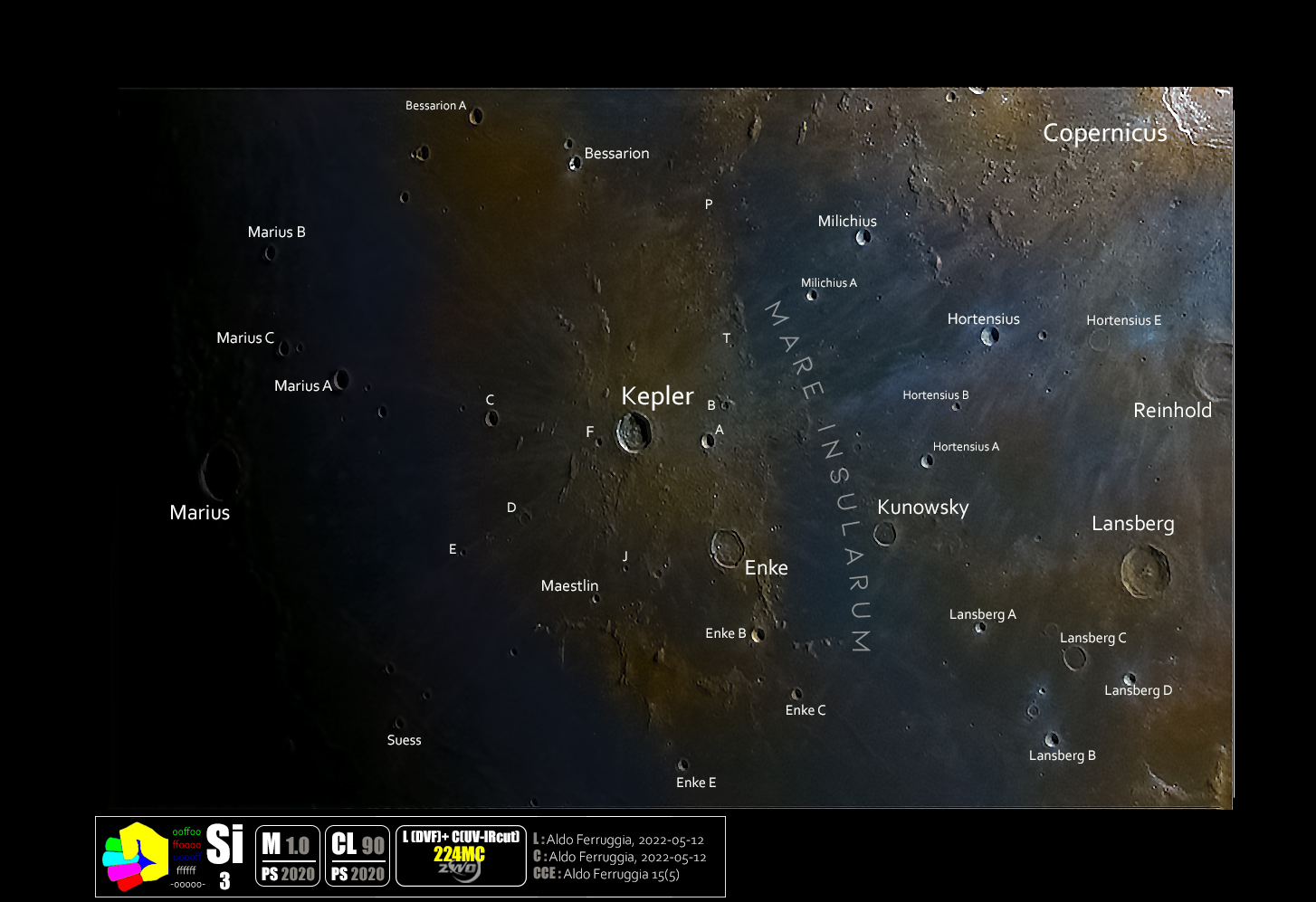
Area del cratere in immagine selenocromatica (Si)

Alcuni crateri minori situati in prossimità di Hortensius sono convenzionalmente identificati, sulle mappe lunari, attraverso una lettera associata al nome.
| Hortensius | Coordinate           | Diametro (in km) |
| ---------- | -------------------- | ---------------- |
| A          | 4°22′12″N 30°45′00″W | 9,48             |
| B          | 5°15′36″N 29°30′00″W | 6,19             |
| C          | 5°55′48″N 26°43′48″W | 6,33             |
| D          | 5°24′00″N 32°22′48″W | 7,06             |
| E          | 5°15′00″N 25°25′48″W | 15,31            |
| F          | 7°02′24″N 25°39′36″W | 6,26             |
| G          | 8°07′48″N 26°10′12″W | 4,14             |
| H          | 5°52′48″N 31°10′48″W | 6,33             |